# Fotschertal
Het Fotschertal, soms ook die Fotsch genoemd, is een zuidelijk zijdal van het Sellraintal in de Oostenrijkse deelstaat Tirol. Het dal ligt ingebed tussen de noordelijke bergtoppen van de Stubaier Alpen en strekt zich vanuit Sellrain in het Sellraintal op 970 meter hoogte over een lengte van vijftien kilometer naar het zuiden uit. Aan het einde van het dal ligt aan de voet van de 3087 meter hoge Villerspitze een kleine gletsjer, de Fotscher Ferner. Door het dal stroomt de Fotscherbach, die in Sellrain in de Melach uitmondt. Alleen het noordelijke deel van het Fotschertal wordt bewoond, het zuidelijke deel behoort tot het natuurgebied Kalkkögel.
Het dal is bereikbaar via een weg tot aan de Potsdamer Hütte (2012 meter), welke het grootste deel van het jaar tot aan Bergheim op 1500 meter hoogte berijdbaar is. Het dal is een geliefd wandelgebied, met mogelijke bergtochten naar de Schaflegerkogel (2405 meter), de Fotscher Windegg (2577 meter), de Rote Kogel (2836 meter) en de Schwarzhorn (2812 meter). De beide bergtoppen met een hoogte boven de 3000 meter, de Hohe en de Lüsenser Villerspitze (3087 resp. 3026 meter) vereisen meer klimwerk. Verder kunnen de drie naburige dalen (het Senderstal in het oosten, het Oberbergtal in het zuiden en het Lüsenstal in het westen) via de pasovergangen worden bereikt.

## Klimaat
Mede omdat de Noordelijke Kalkalpen het Fotschertal enigszins beschutting bieden, staat het dal minder onder continentale invloed dan andere dalen in de Centrale Alpen, zoals het Ötztal. De Föhn heeft een gunstige invloed op het klimaat in het dal.

## Begroeiing
Het dal wordt gekenmerkt door de aanwezigheid van dichte sparrewouden, terwijl vanaf een hoogte van 1500 meter de begroeiing hoofdzakelijk uit alpendennen bestaat. Bergdennen, zoals veelvuldig in de Noordelijke Kalkalpen voorkomen, komen slechts sporadisch voor. De boomgrens ligt als gevolg van menselijk ingrijpen lager dan oorspronkelijk het geval was, mede als gevolg van de intensieve bergweidelandbouw en de houtkap voor de zoutwinning bij Hall in Tirol.

## Geologie
Geologisch gezien behoort het Fotschertal tot de Stubaier und Ötztaler bergmassa's. Veel voorkomende gesteenten zijn gneis, mica en amfiboliet. Het dal zelf is gevormd door de gletsjers uit de ijstijd. Met name in het diepst gelegen deel van het dal is het dal een typisch U-vormig trogdal. Andere overblijfselen uit de ijstijd zijn enkele kleine meren.

## Archeologie
De laatste jaren zijn er in het Fotschertal enkele archeologische vindplaatsen uit het mesolithicum ontdekt. Zo werd er op de rijweg vlak voor de Potsdamer Hütte een pijlpunt uit deze tijd gevonden, die waarschijnlijk langs de omliggende berghellingen naar beneden is gerold. Andere vindplaatsen zijn de Ullafelsen, een bergtop met een hoogte van 1867 meter, en het gebied vlak boven de Kaseralm.
De vindplaats bij de Ullafelsen, door omwonenden ook Rieglschrofen genoemd, werd onder leiding van professor Dieter Schäfer van de Universiteit van Innsbruck systematisch uitgegraven en nauwkeurig onderzocht. Alle gereedschappen die hier gevonden werden stamden uit het mesolithicum en waren ongeveer 10.000 jaar oud. Het materiaal waaruit de voorwerpen waren gemaakt was afkomstig uit een groot gebied vanaf de Monte Baldo aan het Gardameer tot in Zuid-Duitsland.